# Hsieh Cheng-peng
Hsieh Cheng-peng (Tapei, 22 settembre 1991) è un tennista taiwanese.
Ha ottenuto i maggiori successi in doppio, specialità nella quale ha al suo attivo diversi titoli nei circuiti minori e una finale nel circuito maggiore al Sofia Open 2019. Il suo miglior ranking ATP è stato il 62º nel giugno 2019. Ha fatto il suo esordio nella squadra di Taipei Cinese di Coppa Davis nel 2012. Tra gli juniores ha vinto quattro titoli in doppio del Grande Slam ed è stato il nº 8 del ranking mondiale.

## Biografia
È fratello minore delle tenniste Hsieh Su-wei, ex numero uno WTA di doppio, e Hsieh Yu-chieh.

## Carriera

### Juniores
Ha vinto quattro titoli Slam junior tra il 2008 e il 2009: gli Australian Open nel 2008, vincendo in finale contro Vasek Pospisil e César Ramírez in coppia con Yang Tsung-hua, con il quale si è poi imposto anche a Wimbledon contro Matt Reid e Bernard Tomić; l'anno successivo replica la vittoria a Melbourne, stavolta in coppia con Francis Casey Alcantara e infine, con Márton Fucsovics, si impone anche agli Us Open. Il 6 aprile 2009 raggiunge l'8º posto della classifica mondiale juniores.

### Professionista
Diventa professionista nel 2010, quando vince il primo titolo Futures in doppio in Giappone. Da allora ha conquistato sedici titoli di questo livello, l'ultimo nel 2016.
Il primo torneo vinto a livello Challenger è stato l'UniCredit Czech Open nel 2012; da allora i titoli Challenger vinti sono venti, sei dei quali conquistati con Christopher Rungkat.
Sempre nel 2012 viene convocato per rappresentare Taipei in Coppa Davis sia nelle semifinali che nel turno finale del Gruppo I, ma sia contro la Cina che contro la Nuova Zelanda perde il match di doppio a cui partecipa.
Torna a giocare il doppio nella competizione per squadre nel 2018 e nel 2019 nel Gruppo II, vincendo sia contro l'Iran che contro Hong Kong.
Nel 2019, ancora con Rungkat, ha raggiunto la prima finale ATP a Sofia perdendola contro Nikola Mektić e Jürgen Melzer. Insieme alla sorella Su-wei ha preso parte per la prima volta al torneo di doppio misto di Wimbledon perdendo al secondo turno contro la coppia poi vincitrice del torneo, composta dall'altra tennista taiwanese, Latisha Chan e da Ivan Dodig; la seconda partecipazione ad un torneo di doppio misto, gli US Open, ha visto i fratelli uscire al primo turno.
Inattivo nel circuito internazionale dal marzo 2020, quando è iniziata la pausa del tennis mondiale durata fino all'agosto successivo per la pandemia di COVID-19, vi fa ritorno nel settembre 2022 per giocare un torneo ITF. Rimane poi di nuovo inattivo fino all'agosto 2023 quando partecipa ad un torneo ITF in Cina perdendo all'esordio sia in singolare che in doppio e poi si ferma di nuovo fino a maggio 2024. Nel 2024 torna a giocare in doppio con più costanza e conquista due titoli ITF.

## Statistiche

### Doppio

#### Finali Perse (1)
| Legenda                                          |
| Grande Slam (0)                                  |
| Tennis Masters Cup / ATP Finals (0)              |
| Masters Series / ATP Master 1000 (0)             |
| ATP International Series Gold / ATP Tour 500 (0) |
| ATP International Series / ATP Tour 250 (1)      |

| N. | Data            | Torneo            | Superficie  | Compagno            | Avversari in finale         | Punteggio        |
| 1. | 9 febbraio 2019 | Sofia Open, Sofia | Cemento (i) | Christopher Rungkat | Nikola Mektić Jürgen Melzer | 2–6, 6–4, [2–10] |